# Dischidia soronensis
Dischidia soronensis är en oleanderväxtart som beskrevs av Odoardo Beccari. Dischidia soronensis ingår i släktet Dischidia och familjen oleanderväxter. Inga underarter finns listade i Catalogue of Life.